# Дихроскоп
Дихроскоп (дихроскопическая лупа Гайдингера) — прибор для наблюдения плеохроизма в минералах. Быстро отличает рубины от гранатов и красной шпинели. Наблюдать дихроизм лучше в дневном свете.

## Строение
Состоит из продолговатого куска известкового шпата, выбитого по спайности и заключённого в металлическую трубку с квадратным отверстием для помещения прозрачной пластинки минерала на одном конце и со слабым увеличительным стеклом на другом для глаза наблюдателя.

## Физическое обоснование
Принцип работы основан на двойном лучепреломлении цветных драгоценных камней, см. также плеохроизм.